# Hāthi Parbat
Hāthi Parbat är ett berg i Indien. Det ligger i distriktet Chamoli och delstaten Uttarakhand, i den norra delen av landet. Toppen på Hāthi Parbat är 6 727 meter över havet.
Hāthi Parbat är den högsta punkten i trakten. Trakten runt Hāthi Parbat är permanent täckt av is och snö.